# Tosefta
Tosefta (arameiska תוספתא) är en andra sammanfattning av den muntliga Toran (Talmud), med tillkomst cirka 200 efter vår tideräkning. Ur en synvinkel kan man betrakta Tosefta som ett slags komplement till Mishna. Verket är skrivet på mishnah hebreiska med inslag av arameiska och har ett liknande upplägg som finns i mishnah. Oftast går Tosefta helt i samma linje med vad som uttrycks i Mishna, men även skillnader förekommer.